# Berlin-Charlottenburg-Nord
Charlottenburg-Nord is een stadsdeel in het Berlijnse district (Bezirk) Charlottenburg-Wilmersdorf (Duitsland). Het huidige stadsdeel is ontstaan in 2004 door de opdeling van het grondgebied van het voormalige district Charlottenburg.

## Geschiedenis
Voor de Tweede Wereldoorlog was het gebied nog grotendeels onbebouwd. Wel was tussen 1929 en 1931 in deze wijk, ter aanvulling van de in het aangrenzende Spandau gelegen wijk Berlin-Siemensstadt, een moderne hoogbouwwijk verrezen. Dit deel van Charlottenburg-Nord draagt de naam Großsiedlung Siemensstadt.
In de Tweede Wereldoorlog werd de, in de gelijknamige buurt gelegen, gevangenis Plötzensee berucht vanwege de daar uitgevoerde executies van prominente tegenstanders van het nazisme.

## Bereikbaarheid
- Per U-Bahn: Lijn 7, station Jakob-Kaiser-Platz
- Per auto: De Autobahn A 111 loopt door de wijk heen en heeft hier de afrit nr. 10 Saatwinkler Damm.

Netkaart U-Bahn Berlijn: zie geheel links lijn 7 (blauw)
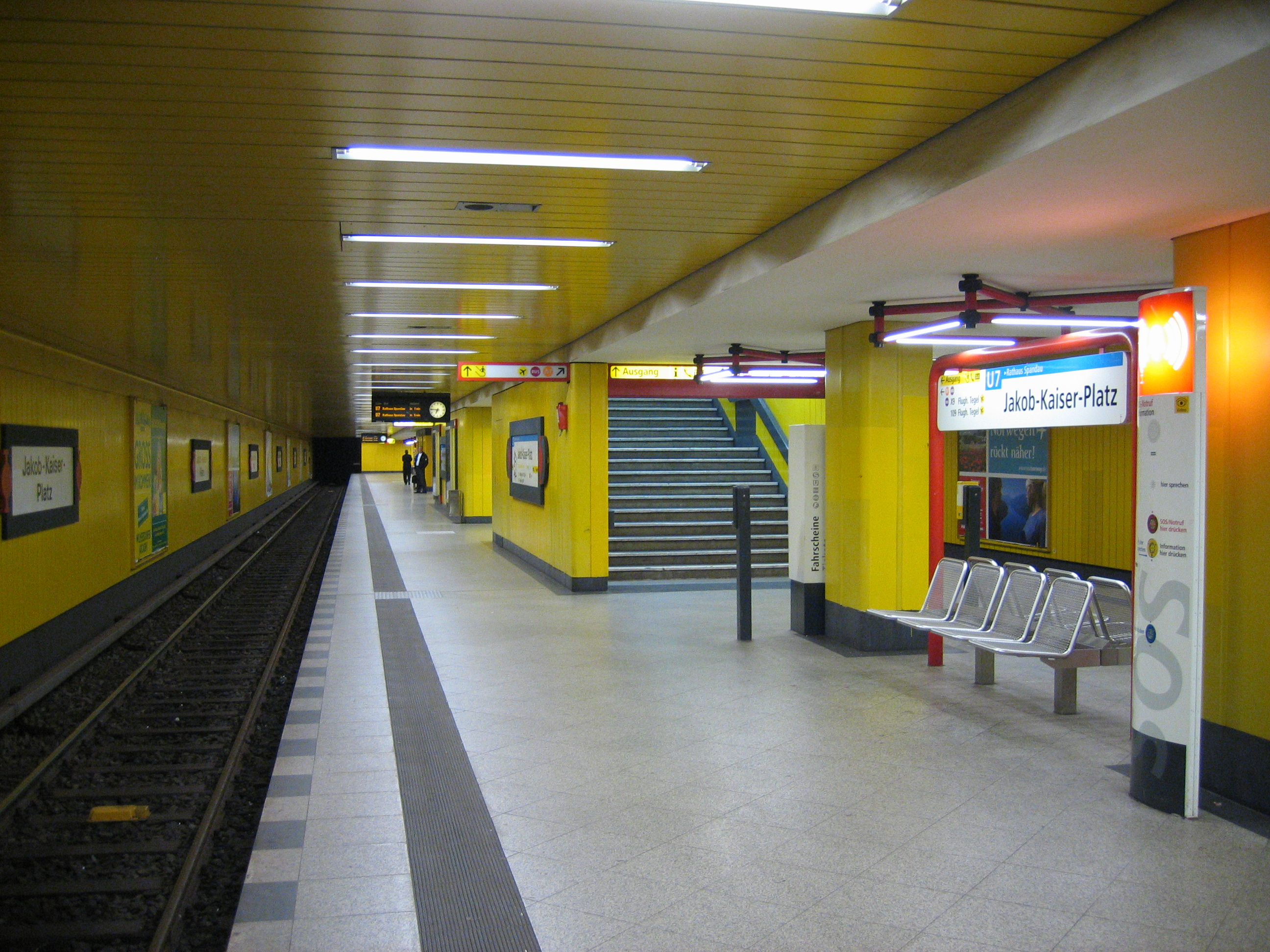
Metro-station Jakob-Kaiser-Platz

## Bezienswaardigheden en belangrijke gebouwen in de wijk
- Gevangenis Plötzensee met oorlogsmonument
- De hoogbouwwijk "Großsiedlung Siemensstadt" uit 1929-1931, die later door bekende architecten uitgebreid is, is, samen met 5 andere modernistische woonwijken in Berlijn, in juli 2008 door UNESCO tot wereldcultuurerfgoed verklaard.
- R.K. gedachteniskerk Maria Regina Martyrum (O.L.V. Koningin der Martelaren) (1960-1963), ter gedachtenis aan door het nazisme omgebrachte mensen. In de crypte van deze kerk bevindt zich o.a. de urn met de crematie-as van Erich Klausener[2], die als martelaar beschouwd wordt. De kerk bezit een monumentaal, modern orgel, gebouwd door de bekende orgelbouwersfirma Johannes Klais. In 1982 werd naast de kerk een nonnenklooster van de ongeschoeide karmelitessen geopend.
- Volkspark Jungfernheide, een 146 hectare groot, van 1920-1926 in het kader van de werkverschaffing door werklozen aangelegd stadspark

## Sport
Hoewel de clubnaam naar het stadsdeel Westend verwijst speelt SC Westend 1901 in Charlottenburg-Nord. Van 1950 tot 1952 speelde deze club in de hoogste klasse. In 1986 speelde deze club voor de laatste keer in de derde klasse, daarna verdwenen ze in de anonimiteit.

## Afbeeldingen

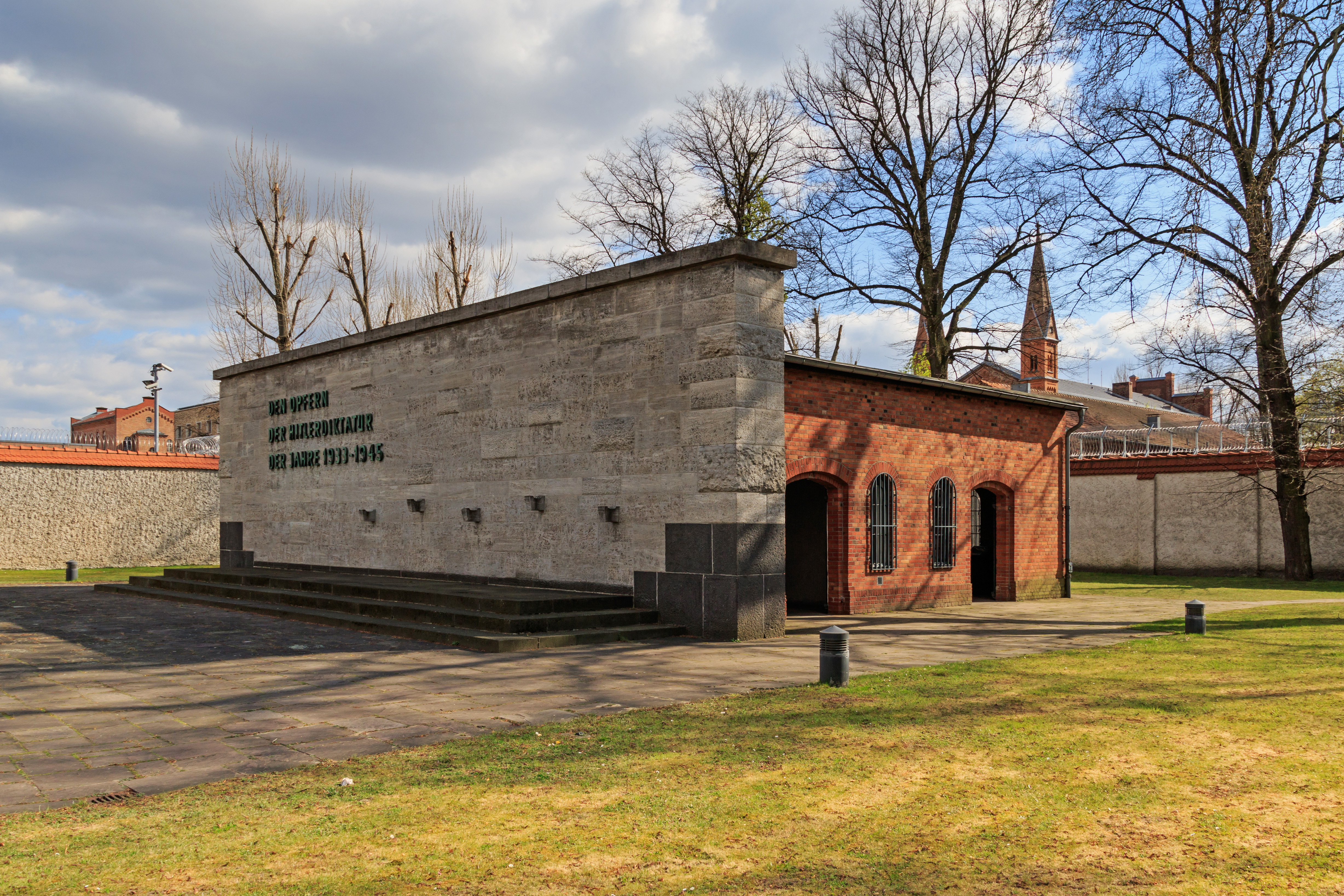
Gedenkplaats gevangenis Plötzensee (1)
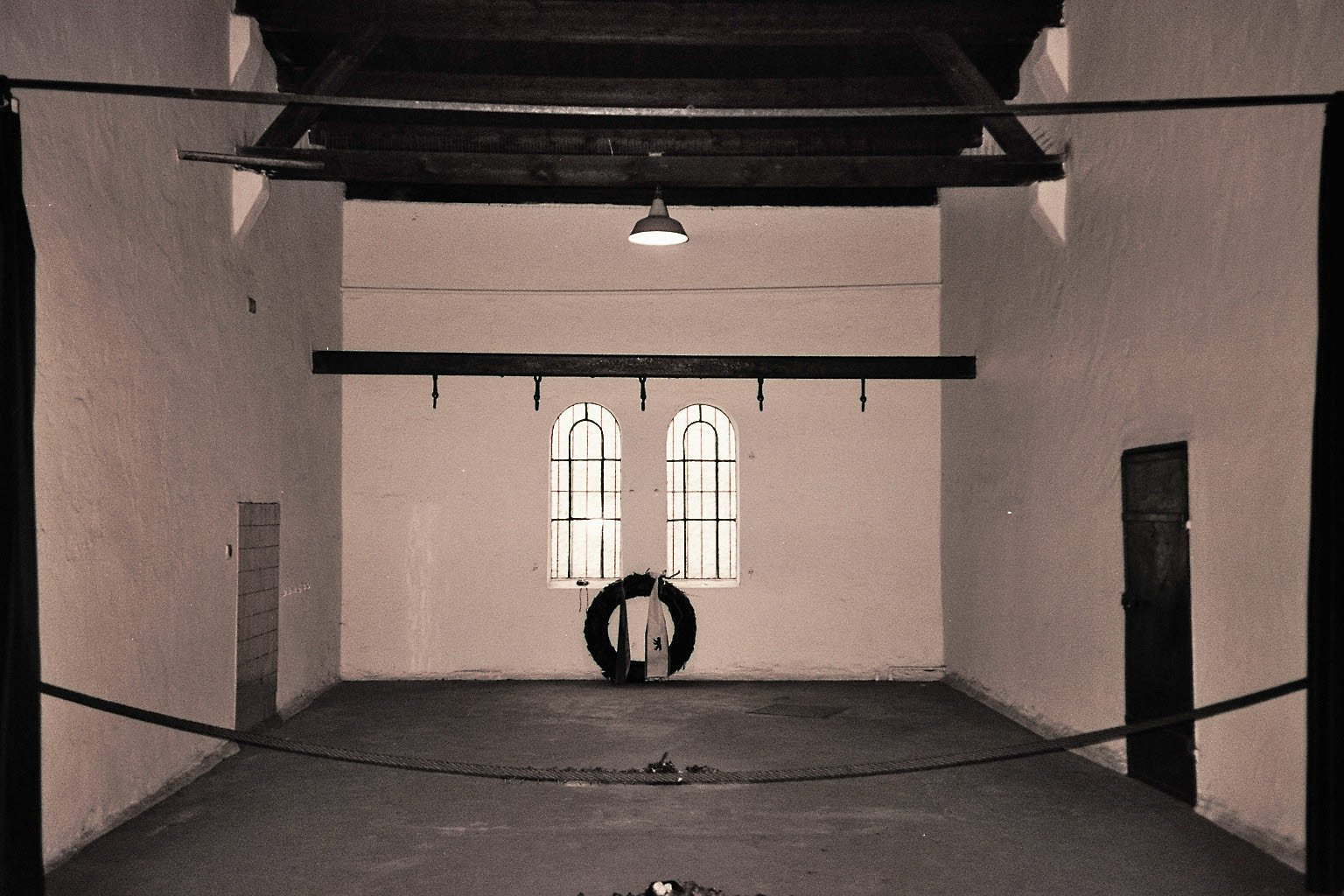
Idem, de ruimte waar de executies door ophanging plaatsvonden
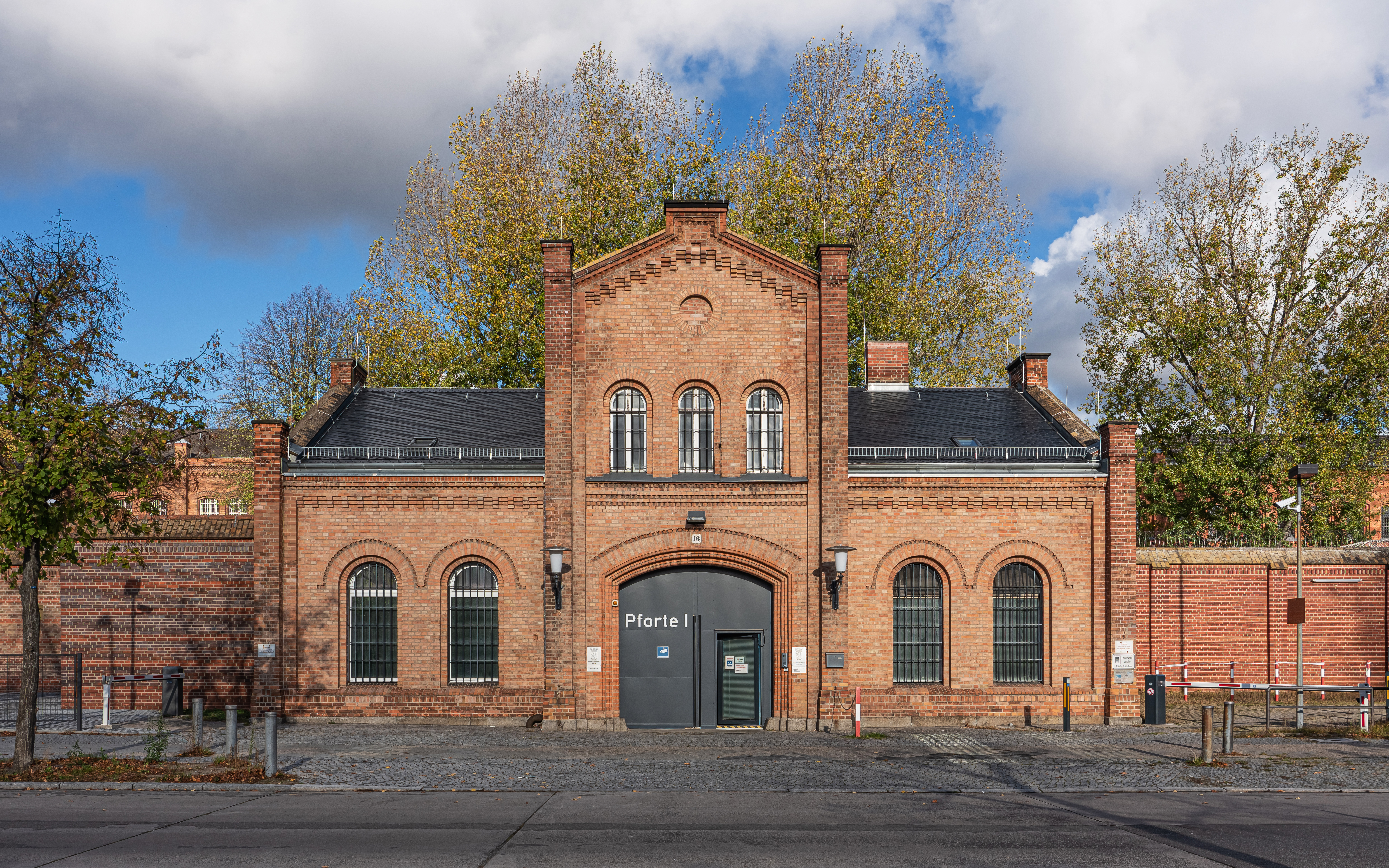
Poortgebouw gevangenis Plötzensee
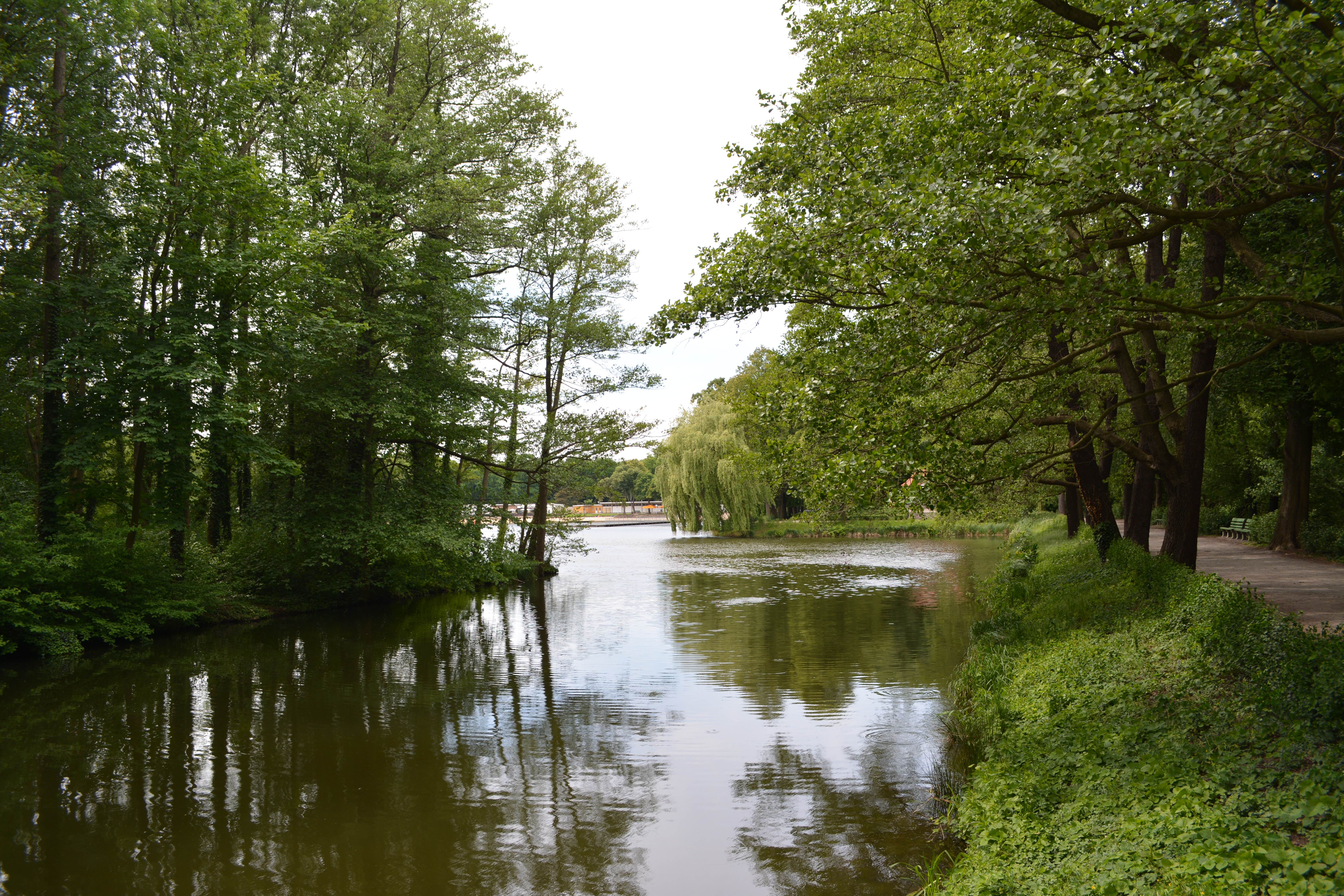
Vijver in het Volkspark Jungfernheide

### KerkgebouwMaria Regina Martyrum

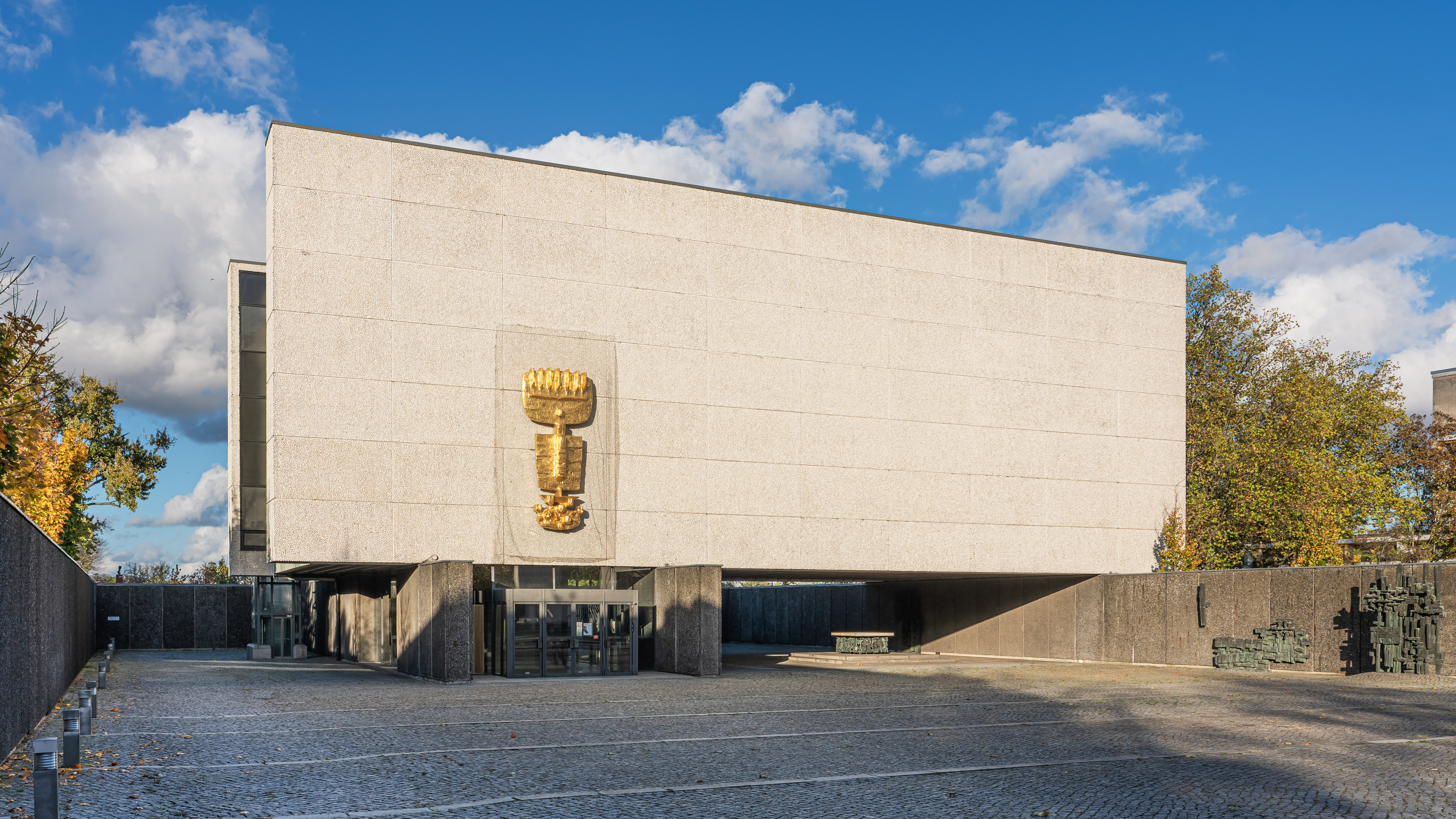
R.K. kerkgebouw Maria Regina Martyrum (O.L.V. Koningin der Martelaren)
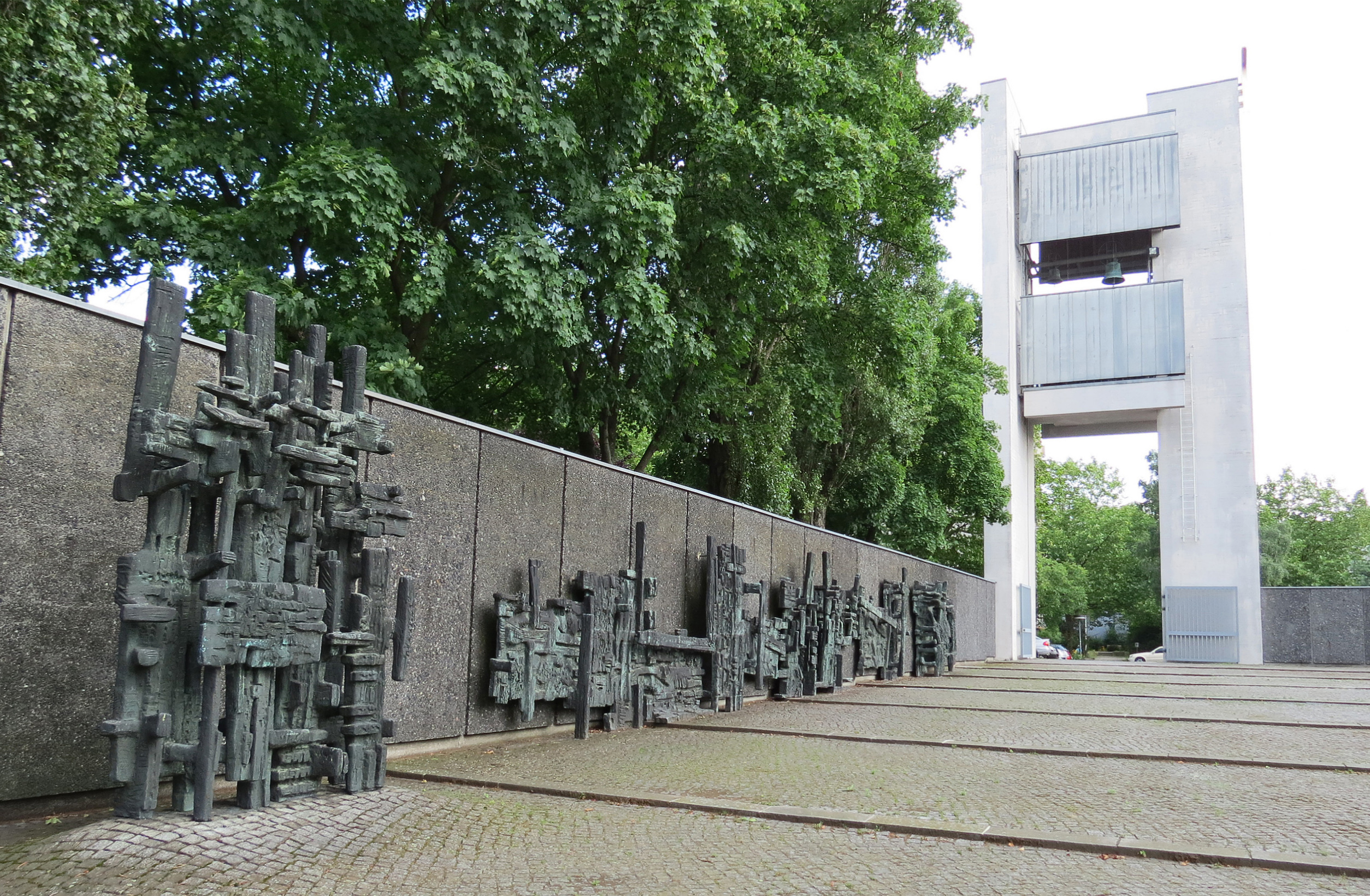
Kruisweg (ontwerp: Otto Herbert Hajek) en klokkentoren van deze kerk
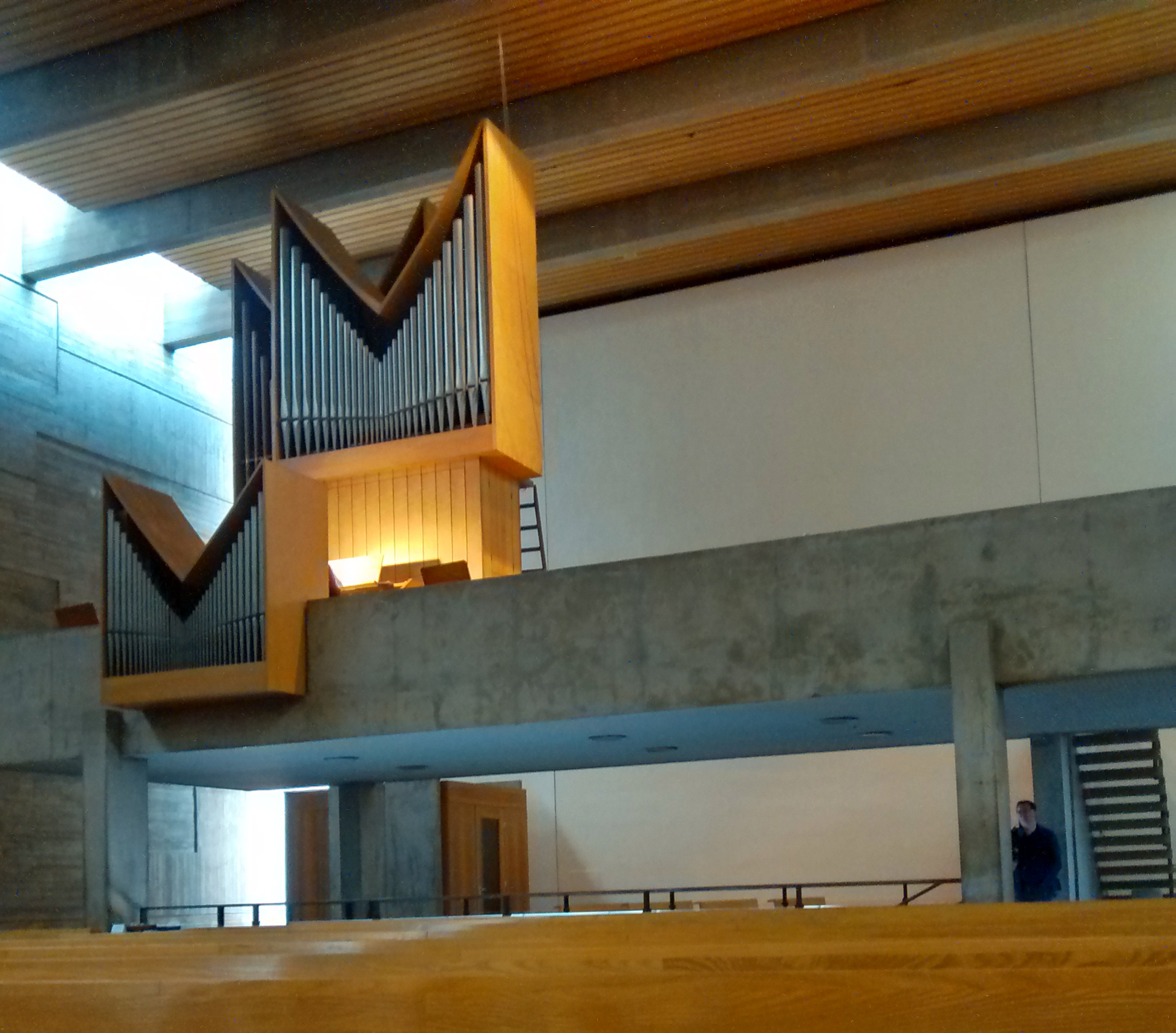
Kerkorgel in deze kerk

### Großsiedlung Siemensstadt

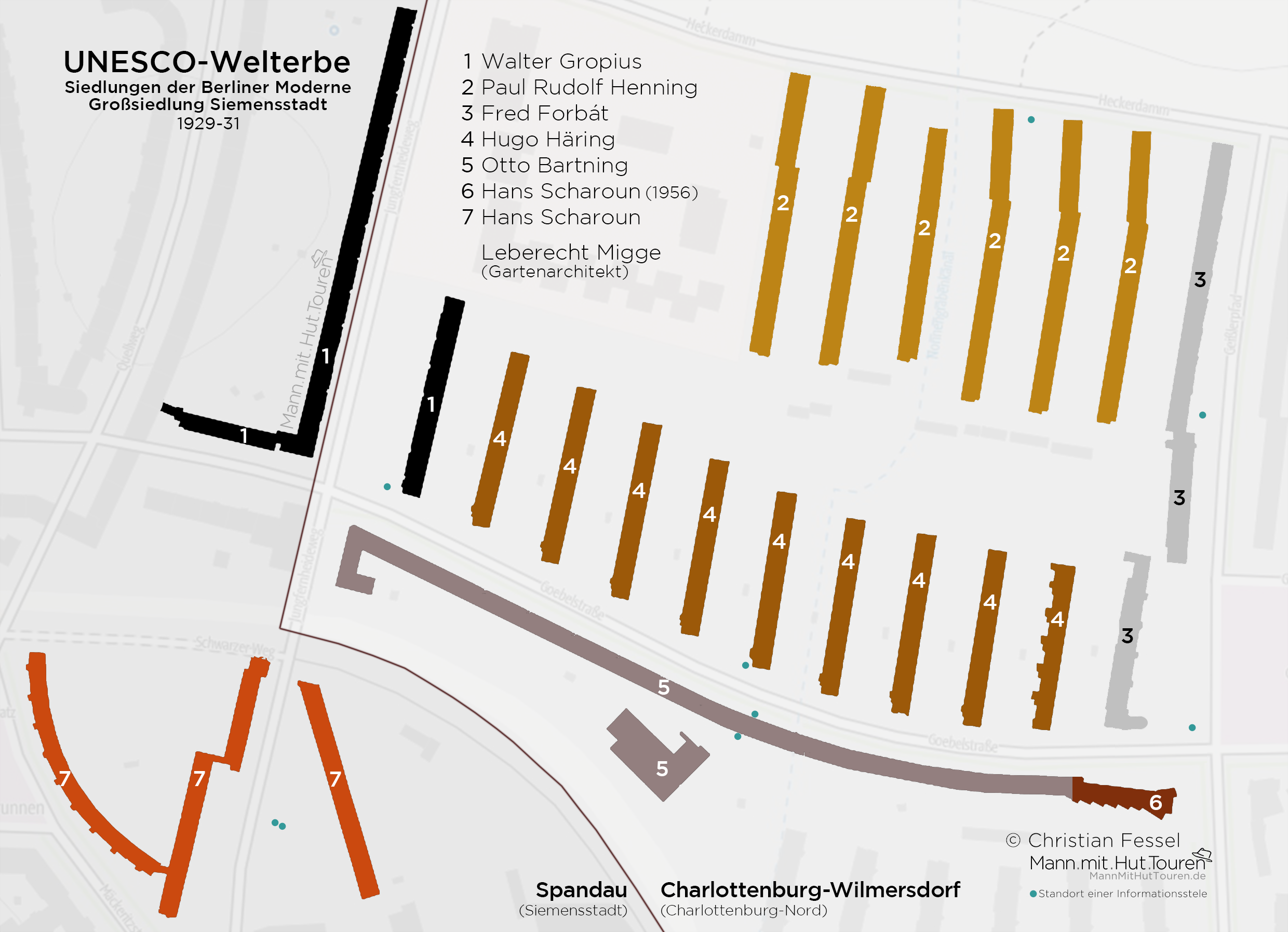
Plattegrond "Großsiedlung Siemensstadt"
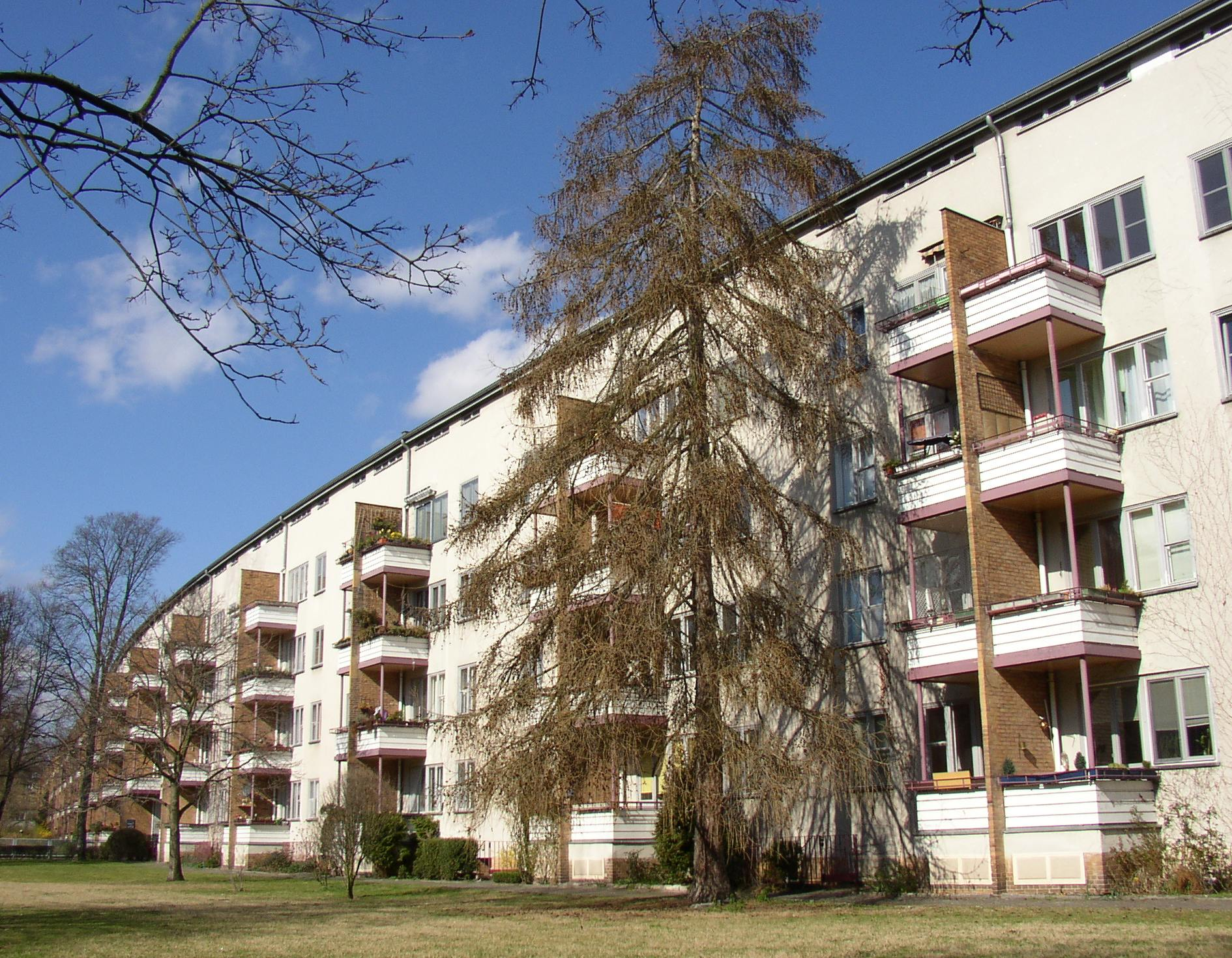
Langgerekt flatgebouw met de bijnaam „Langer Jammer“, ontwerp Otto Bartning
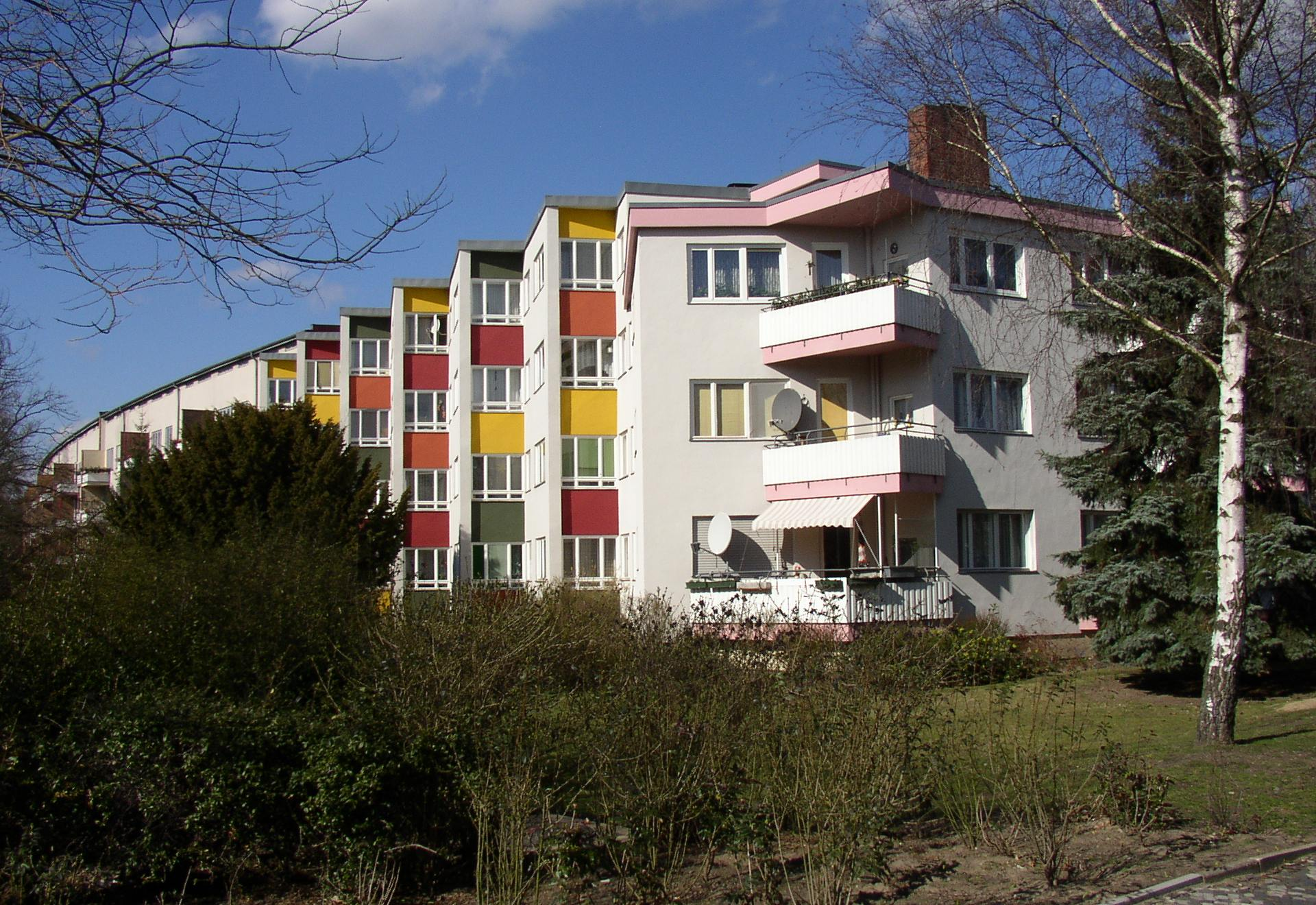
Oostelijk afsluitend gebouw, (1956), ontwerp Hans Scharoun
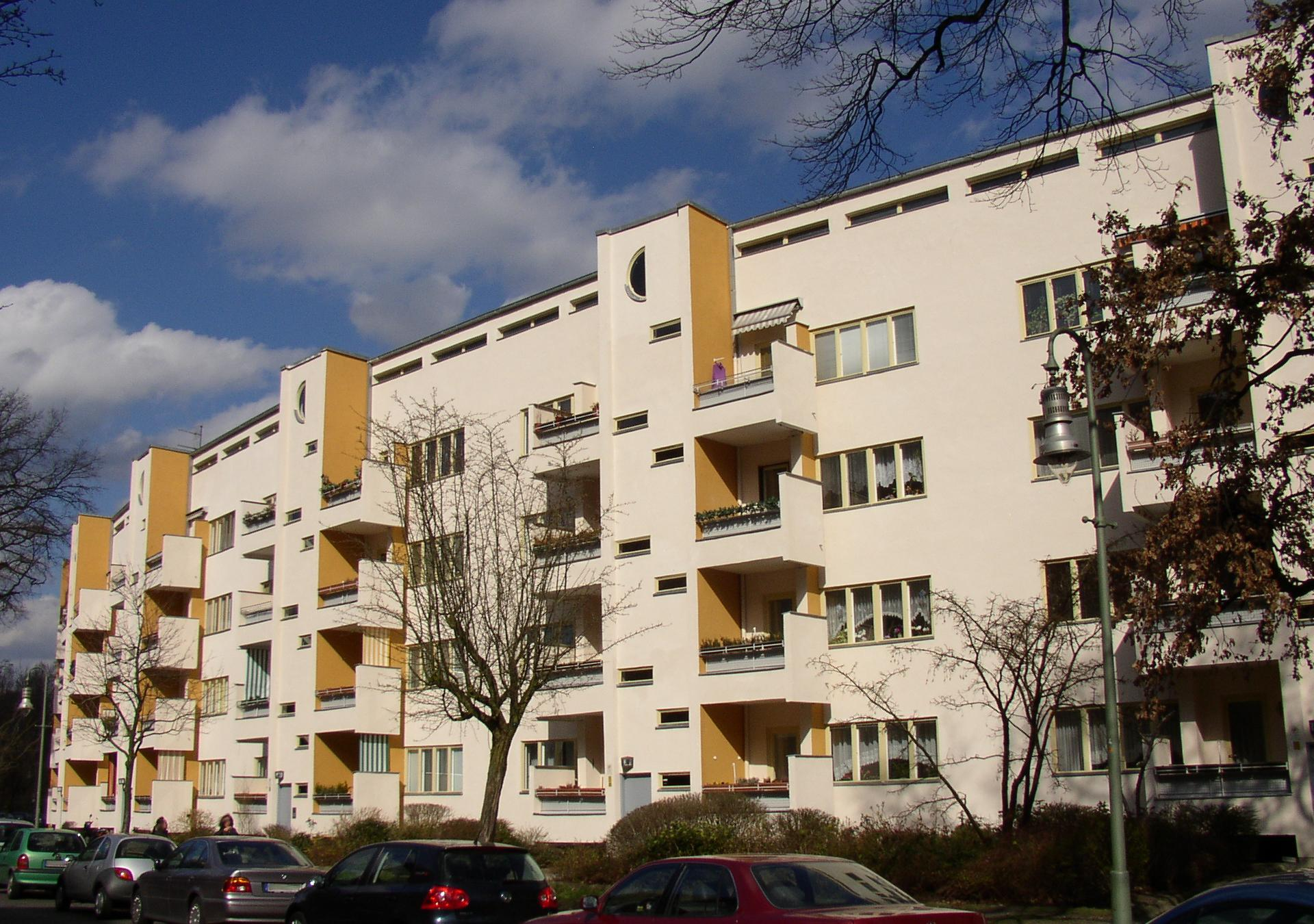
In de Mäckeritzstraße, ontwerp Hans Scharoun
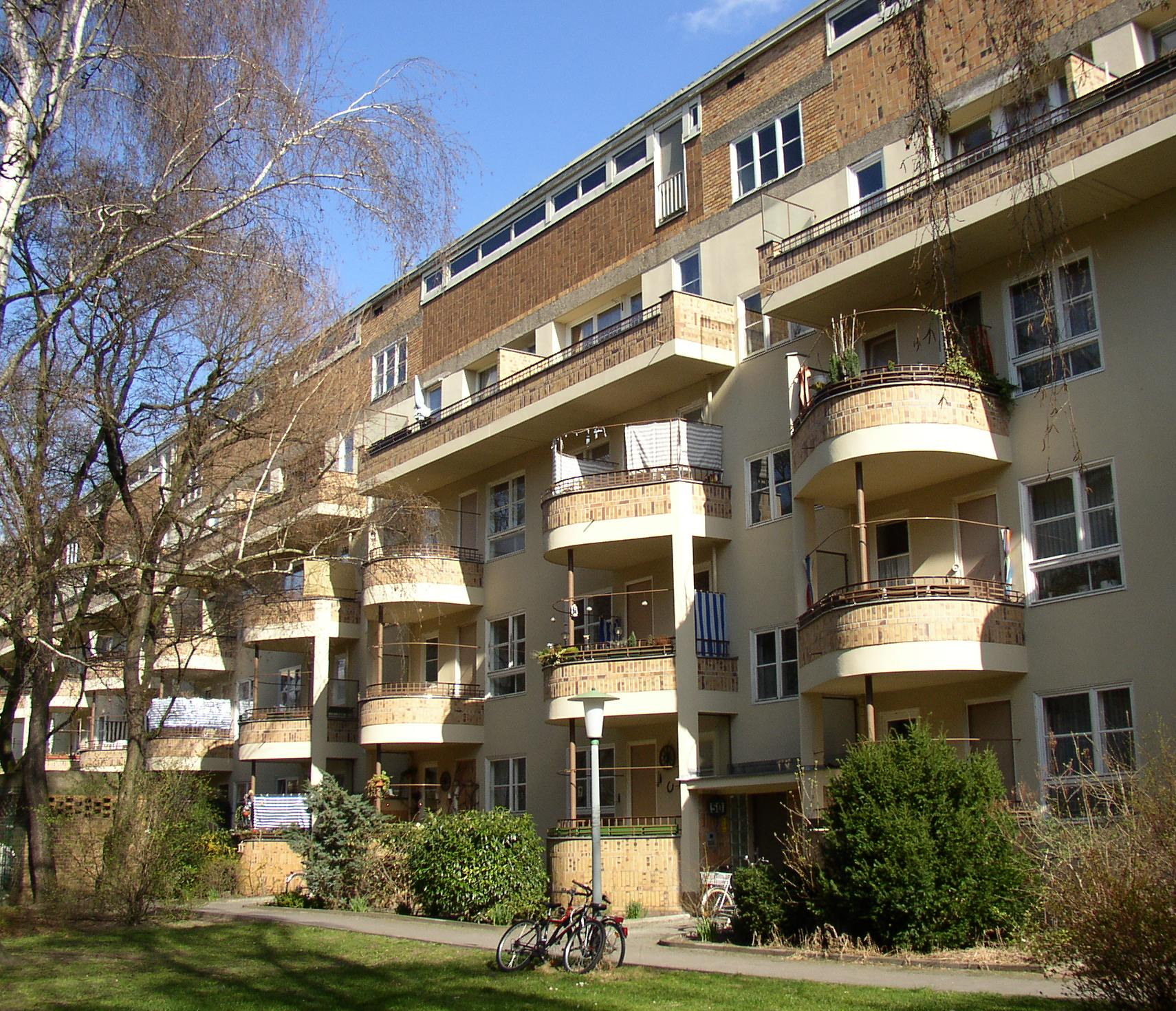
In de Goebelstraße, ontwerp Hugo Häring
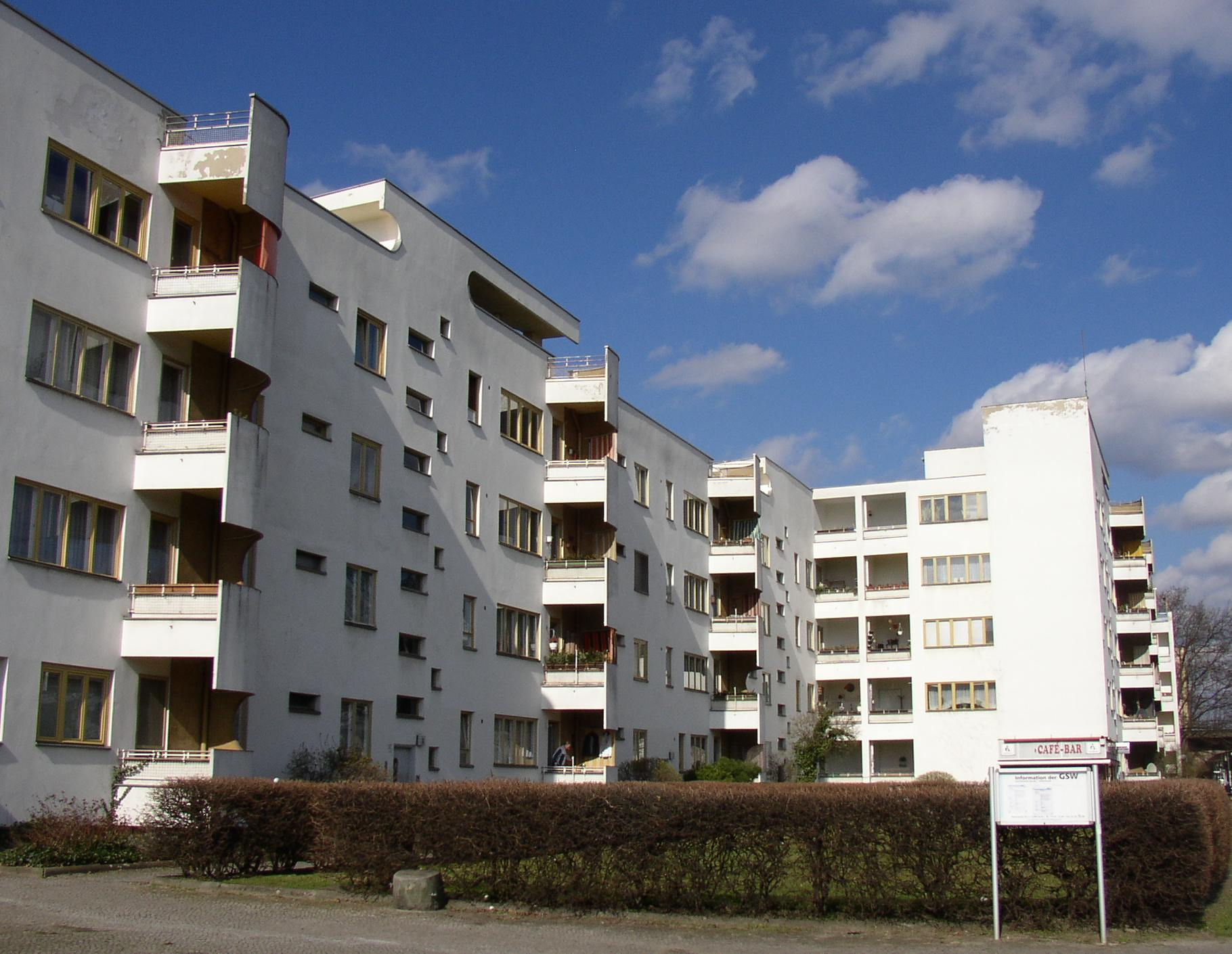
Flat uit plm. 1956, net over de wijkgrens met Spandau, met de bijnaam Panzerkreuzer, ontwerp Hans Scharoun

Charlottenburg ·
Charlottenburg-Nord ·
Grunewald ·
Halensee ·
Schmargendorf ·
Westend ·
Wilmersdorf